# Ge (chirilic)
Ge (Џ, џ) este o literă a alfabetului chirilic reformat al lui Vuk Stefanović Karadžić, folosit în limba sârbo-croată și limba macedoneană pentru a reprezenta /ʤ/ (ca grupul de litere Ge din cuvântul "Geam").  Corespunde lui дж sau чж ori literelor Ж , Ҷ , sau Ӂ din alte variante ale alfabetului chirilic.
Originea literei Ge este alfabetul chirilic român din secolul 15. Sârbii l-au preluat și folosit din secolul 17.